# Jérôme Bonaparte

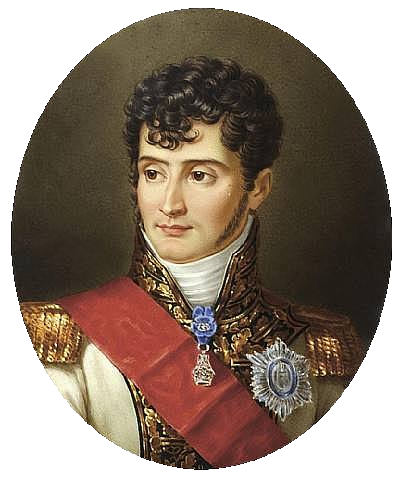
Jérôme Bonaparte

Jérôme Bonaparte (15. listopadu 1784 Ajaccio — 24. června 1860 zámek Villegnis u Paříže) byl nejmladším bratrem Napoléona Bonaparte a v letech 1807–1813 králem vestfálským.

## Životopis
Jako benjamínek měl vše dovoleno, a tak vyrostl v samolibého fracka. Nic moc neumí, s lidmi se často dostává do konfliktů, je mu ale vždy odpuštěno. Jen jednu věc nenechává Napoleon na něm — vybrat si ženu. Napoleon mu nařizuje sňatek s Kateřinou Württemberskou, dcerou württemberského krále. I přesto, že je jejich manželství donucené je celkem šťastné. Sloužil ve francouzském námořnictvu, kam nastoupil v roce 1800. V hodnostním žebříčku postoupil až na kapitána lodi, ale v roce 1802 svoji loď v Karibském moři opustil a odplul do USA. Tam o rok později (1803) uzavřel manželství s Elizabeth Patterson (1785–1879), dcerou baltimorského obchodníka. Jejich společný syn Jerome Napoleon Bonaparte se narodil ve Velké Británii r. 1805. Napoleon, jakožto hlava bonapartského klanu, toto manželství neuznal a později je anuloval. Jérôme se vrátil k námořnictvu a do září 1806 se stal kontradmirálem. Ve stejném roce velel bavorským jednotkám.

### Králem
V souvislosti se zánikem Svaté říše římské a vyhlášením Rýnského spolku zřídil Napoleon nové státní útvary pod vedením Napoleonovi věrných osob, často Napoleonových příbuzných (tzv. korunovaní prefekti). Tak po Tylžském míru r. 1807, vzniklo z dosavadního brunšvického vévodství, Hesensko-Kasselska a části území Hannoverska a Pruska Vestfálské království. Králem byl Napoleonem určen Jérôme (byl korunován jako Hyeronimus I.). Hlavním městem byl zvolen Kassel, dříve residence kurfiřtů hesensko-kasselských. Král s celým dvorem osídlili kasselský zámek, ten však vzápětí vyhořel. Královskou residencí se pak stal zámek Bellevue. Používán byl též zámek Wilhelmshohe, který byl v té době přejmenován na Napoleonshohe. Občany Kasselu byl král označován jako „král Lustig“, jelikož veškeré jeho znalosti němčiny byly omezeny na větu „Morgen wieder lustig“ (zítra zase veselý). Roku 1807 se oženil s Kateřinou Württemberskou, s níž měl 4 děti.

#### Osudy království
Vestfálské království mělo sloužit jako příklad napoleonského moderního státu, vzoru ostatním německým státním útvarům, státu s moderní administrativou a justicí. Skutečně bylo zrušeno nevolnictví a patriarchální zákony, zaručena svoboda podnikání a Code civil. Reformy však byly úspěšné jen částečně, jelikož napoleonské války odčerpávaly obrovské finanční částky i lidské zdroje (Vestfálsko udržovalo v rámci Rýnského spolku 25000 mužů ve zbrani) a stát hospodářsky ruinovaly. Opakovaně došlo k nepokojům a povstáním proti francouzské nadvládě. Největší bylo vedenou Wilhelmem svobodným pánem z Dornbergu. Všechna však skončila neúspěchem. Po bitvě u Lipska r. 1813 se Království Vestfálské rozpadlo a na Vídeňském kongresu byly obnoveny předchozí státní útvary. Jeho tchán, král Fridrich I. Württemberský udělil Jérômovi titul knížete z Montfortu.

### Další život
Po rozpadu Vestfálského království odešel Jérôme do exilu střídavě v Itálii, Švýcarsku a Rakousku (převážně v Terstu, kde vlastnil krásný dům Villa Necker). Ale ještě v roce 1815 se postavil za svého bratra v bitvě u Waterloo, kdy velel divizi Reilleho sboru. Svým velením však divizi naprosto vyčerpal při pokusu o dobytí opevněného statku Hougoumont. Po pádu Napoleonské říše odmítla královna Kateřina nátlak svého württemberského příbuzenstva, aby se dala rozvést a do své smrti v roce 1835 zůstala po boku svého manžela. Jérôme se stihl ještě potřetí oženit, když se roku 1853 stala jeho vyvolenou Giustina Percoli (1811–1903), vdova po italském šlechtici. Když se jeho synovec princ Ludvík Napoleon stal francouzským prezidentem r. 1848, jmenoval Jérôma guvernérem pařížské Invalidovny. Během Druhého císařství byl Jérôme maršálem Francie (1850) a předsedou Senátu (1851) s titulem „císařský princ“ (1852).

### Smrt
Zemřel ve Villegnis (dnes Massy v Essone) a je pochován v blízkosti svého podstatně slavnějšího bratra v dómu pařížské Invalidovny. Mezi jeho potomky jsou jediní v současnosti žijící členové bývalého císařského rodu Bonaparte.

## Potomci
Z prvního manželství s Alžbětou Pattersonovou (6. 2. 1785 Baltimore – 4. 4. 1879 tamtéž):
- 1. Jeroným Napoleon (5. 7. 1805 Londýn – 17. 6. 1870 Baltimore)
  - ⚭ 1829 Susan May Williams (2. 4. 1812 – 15. 9. 1881)

Z druhého manželství s württemberskou princeznou Kateřinou:
- 1. Jeroným Napoleon Karel Bonaparte (24. 8. 1814 Terst – 12. 5. 1847 Florencie), svobodný a bezdětný
- 2. Matylda Bonaparte (27. 5. 1820 Terst – 2. 1. 1904 Paříž), princezna francouzská
  - I. ⚭ 1840 Anatol Demidoff di San Donato (5. 4. 1813 Petrohrad – 29. 4. 1870 Paříž)
  - II. ⚭ 1873 Claudius Marcel Popelin (2. 11. 1822 Paříž – 17. 5. 1892 tamtéž), básník a umělec
- 3. Napoleon Jérôme Bonaparte (9. 9. 1822 Terst – 17. 3. 1891 Řím), politik, princ Napoléon, 3. princ z Montfortu, 1. hrabě z Meudonu a hrabě z Moncalieri, de facto hlava rodu Bonaparte
  - ⚭ 1859 princezna Marie Klotilda Savojská (2. 3. 1843 Turín – 25. 6. 1911 Moncalieri)